# Сафронов Ілля Сергійович
Ілля Сергійович Сафронов (рос. Илья Сергеевич Сафронов; нар. 26 серпня 1998) — російський футболіст, півзахисник та нападник «Новосибірська».

## Життєпис
Футбольну кар'єру розпочав в «Якутії», але в сезоні 2015/16 років так і не зіграв жодного офіційного матчу. Потім грав за аматорські колективи «Якутія-РСДЮФШ» (Нерюнгрі) та «Сибір-М» (Новосибірськ). На професіональному рівні дебютував 7 серпня 2018 року в програному (1:2) виїзному поєдинку 2-го туру зони «Схід» Другого дивізіону проти «Сахаліна (Южносахалінськ). Ілля вийшов на поле в стартовому складі та відіграв увесь матч. Дебютним голом у професіональному футболі 15 серпня 2018 року на 52-й хвилині переможному (3:1) поєдинку 3-го туру групи «Схід» Другого дивізіону проти барнаульського «Динамо». Сафронов вийшов на поле в стартовому складі, а на 77-й хвилині його замінив Валентин Волошок. За першу команду «Сибіру» дебютував 22 серпня 2018 року в програному (1:2) виїзному поєдинку 1/32 фіналу кубку Росії проти «Тюмені». Ілля вийшов на поле в стартовому складі, а на 74-й хвилині його замінив Костянтин Антіпов. У Першості ФНЛ дебютував 3 березня 2019 року в переможному (2:0) поєдинку 25-го туру проти «Тюмені». Сафронов вийшов на поле на 74-й хвилині, замінивши Артема Дудолаєва. Єдиним голом за «Сибір» у ФНЛ відзначився 11 травня 2019 року на 46-й хвилині переможного (1:0) домашнього поєдинку 36-го туру проти «Армавіра». Ілля вийшов на поле в стартовому складі, а на 77-й хвилині його замінив Володимир Азаров. Загалом у футболці «Сибіру» зіграв 8 матчів (1 гол) у Першому дивізіоні, ще 1 поєдинок провів у кубок Росії. Також зіграв 14 матчів (2 голи) у Другому дивізіоні. Починаючи з сезону 2019/20 року захищає кольори «Новосибірську» в Другому дивізіоні.